# 李旻 (丰城侯)
李旻，鳳陽府定遠縣（今安徽省定遠縣）人，明朝军事将领。丰城侯。李贤之孙。
李旻继承其父的侯爵爵位。正德年间镇守贵州，并平定思南、石阡流寇，后因功加封太子太傅。嘉靖初年，镇守胡广，有惠政，之后镇守两广。因武定侯郭勛获罪，明世宗以李旻代替郭勛镇守京营。后因事连坐被罢免。卒謚武襄。